# ناحیه بوئل، میشیگان
ناحیه بوئل (به انگلیسی: Buel Township) یک منطقهٔ مسکونی در ایالات متحده آمریکا است که در شهرستان سانیلاک واقع شده‌است.
 ناحیه بوئل ۹۷٫۶ کیلومتر مربع مساحت و ۱٬۲۳۷ نفر جمعیت دارد و ۲۳۴ متر بالاتر از سطح دریا واقع شده‌است.